# 黑头白鹮
黑頭白䴉為䴉科白䴉屬的鳥類，主要分布於北緯30度以南的南亞、東南亞靠近沿海地區，從印度西部向東延伸到日本。以及中國東北的鶴崗、佳木斯一帶。這個物種的頭部沒有羽毛而露出黑色的皮膚，其他部分以白色羽毛為主；這是其範圍內唯一一種全身羽毛白色且脖子和頭部為黑色的本土䴉。彎曲的喙和腿也是黑色的。繁殖季時頸部與胸前有白色的裝飾羽，背部有灰色飾羽。這個物種與埃及聖䴉相當類似，僅後者尾部因飛羽黑色的緣故而使之偏黑，而非本物種之白色尾部。
雖然通常被稱為濕地物種，但黑頭白䴉在各種自然和人造棲地中覓食。 這種䴉僅在雨季築巢。

## 描述
黑頭白䴉是南亞和東南亞幾種大型水鳥之一，成鳥長度為65-76公分。 白色的羽毛與顯眼的裸露黑色脖子和頭部以及黑色彎曲的喙形成鮮明對比。成鳥的尾巴在繁殖季節會變成亮黑色。在繁殖季節，翅膀下的裸露部分會變成血紅色。一些繁殖期成鳥的頭部會出現藍色的色調，或在脖子後面很少見的粉紅色或亮紅色斑塊。 一些繁殖期成鳥也會在脖子後面長出白色羽毛簇，並且很少見的在胸部和背部出現黃色。幼鳥外觀與成鳥相同，但幼鳥的脖子上有灰色羽毛，翅膀和背部有棕灰色斑點，這些特徵可以區分成鳥和幼鳥。像鸛和琵鷺一樣，牠們沒有真正的發聲機制，除了在巢中成對發出的腹語咕嚕聲外，牠們非常安靜。

## 分布和棲地
黑頭白䴉原產於以下國家：孟加拉國、柬埔寨、中國、香港、印度、印尼、馬來西亞、緬甸、尼泊爾、巴基斯坦、菲律賓、俄羅斯聯邦、斯里蘭卡、泰國和越南。牠們在日本、韓國、老撾人民民主共和國和蒙古是侯鳥或迷鳥。 這個物種在印度、斯里蘭卡、尼泊爾和緬甸廣泛繁殖，而在柬埔寨、印尼、馬來西亞、泰國和越南的繁殖地點或繁殖群體數量大幅減少。最近在蘇門答臘的種群數量快速下降。
黑頭白䴉非常適應使用各種自然和人造棲地。這些棲地包括淡水和鹹水沼澤、湖泊和池塘，以及稻田、新犁過的農田、灌溉運河、河岸、水庫、城市湖泊、開放的污水渠、放牧地和垃圾傾倒場。 在印度西南部的北方邦，黑頭白䴉根據季節改變首選的覓食棲地。在夏季，牠們主要使用並偏好自然沼澤和休耕地，但在季風季節，牠們更均勻地分佈，使用各種農田。 在南部拉賈斯坦邦這樣有更多森林和岩石山丘的環境中，濕地是全年首選的棲地，不同季節使用的棲地差異很小。 在更多城市化的環境中，黑頭白䴉的數量多寡與農田、濕地和開放區域正相關。 在乾燥的夏季，牠們更多地使用開放的污水管道，而在季風季節，牠們增加了對放牧地的使用。
牠們在濕地附近的鷺群中築巢。牠們用樹枝搭建平台巢，內襯草和樹枝。 城市中的老樹被用來夜間棲息和築巢。
在受保護的濕地中，黑頭白䴉的日常活動顯示牠們花最多時間覓食（48%），其次是休息（23%）。

## 外部連結
- 维基共享资源上的相關多媒體資源：黑头白鹮
- 維基物種上的相關：黑头白鹮
- VIREO上黑頭白䴉的圖片
- Xeno-canto上有关黑頭白䴉的錄音